# Selenops micropalpus
Espèce
Selenops micropalpus est une espèce d'araignées aranéomorphes de la famille des Selenopidae.

## Distribution
Cette espèce est endémique des Antilles. Elle se rencontre à la Dominique, à la Martinique, à Sainte-Lucie, à Saint-Vincent et aux Grenadines.

## Description
Le mâle décrit par Crews en 2011 mesure 6,00 mm et femelle 13,45 mm.

## Publication originale
- Muma, 1953 : A study of the spider family Selenopidae in North America, Central America, and the West Indies. American Museum novitates, no 1619, p. 1-55 (texte intégral).